# Gare de Velm
La gare de Velm est une ancienne gare ferroviaire belge de la ligne 21, de Landen à Hasselt située à Velm, section de la ville de Saint-Trond, dans la province de Limbourg en Région flamande. Elle est fermée depuis 1957.

## Situation ferroviaire
Établie à 66 m d'altitude, la gare de Velm était située au point kilométrique (PK) 5,4 de la ligne 21, de Landen à Hasselt entre les points d'arrêt d'Attenhoven et de Halmaal.

## Histoire
La date de mise en service de la gare de Velm n'est pas connue. Elle reçoit un bâtiment de halte type 1893 après la reprise de la ligne par l’État belge en 1898-1900.
Le trafic étant jugé insuffisant, les trains ne s'arrêtent plus à Velm à partir du 29 septembre 1960. Une partie du bâtiment est utilisée comme habitation.

## Patrimoine ferroviaire
Le bâtiment des recettes dont seul le corps de logis a été conservé appartient au plan type 1893 des Chemins de fer de l’État belge tout comme celui, démoli depuis, de la gare de Cortenbosch. À Velm, l'aile principale pour les voyageurs comportait six travées, dont deux petites fenêtres dans la partie qui servait de magasin pour les colis et petites marchandises.